# 美瑛川

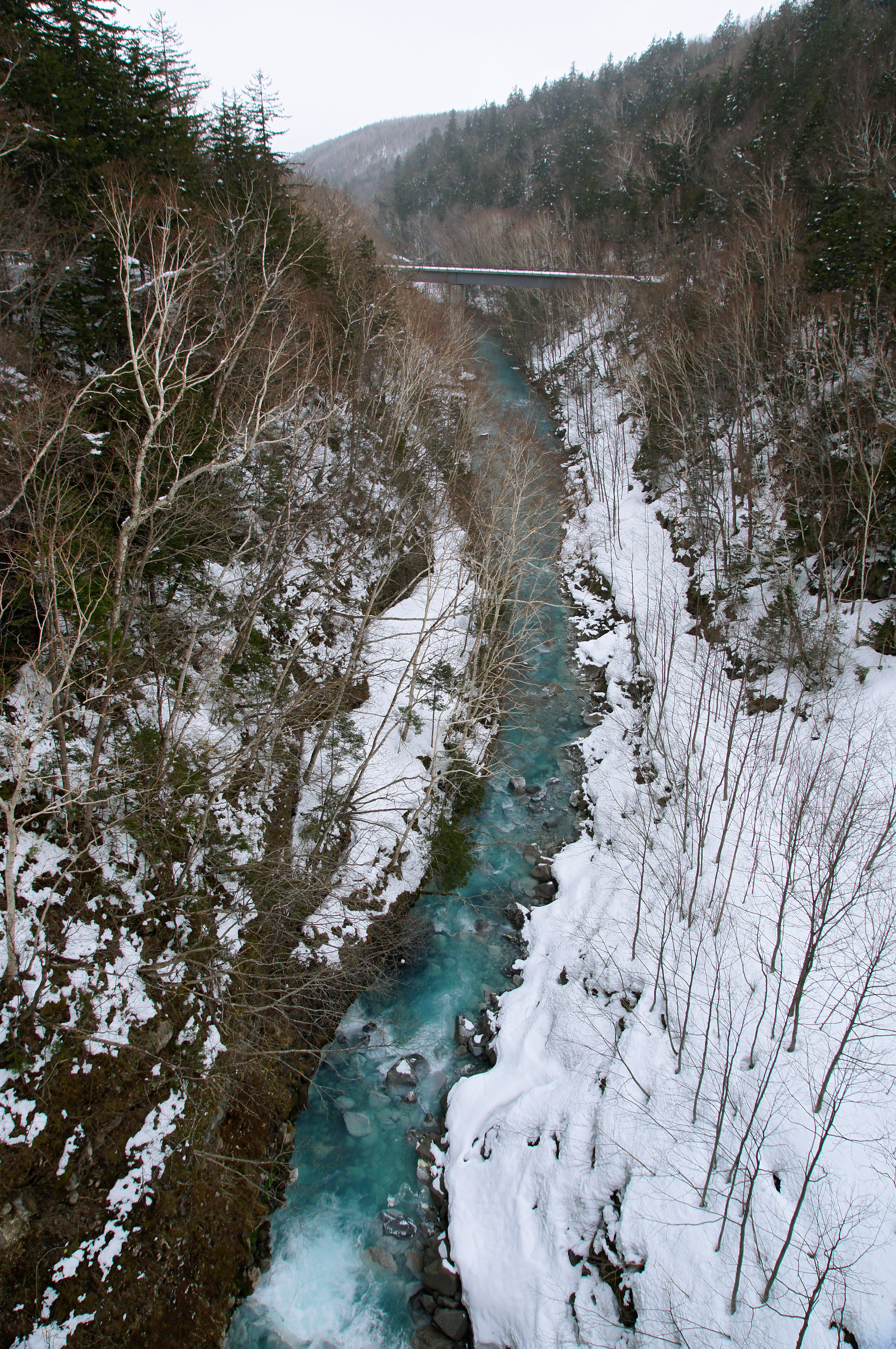
5月の美瑛川。白金温泉にて

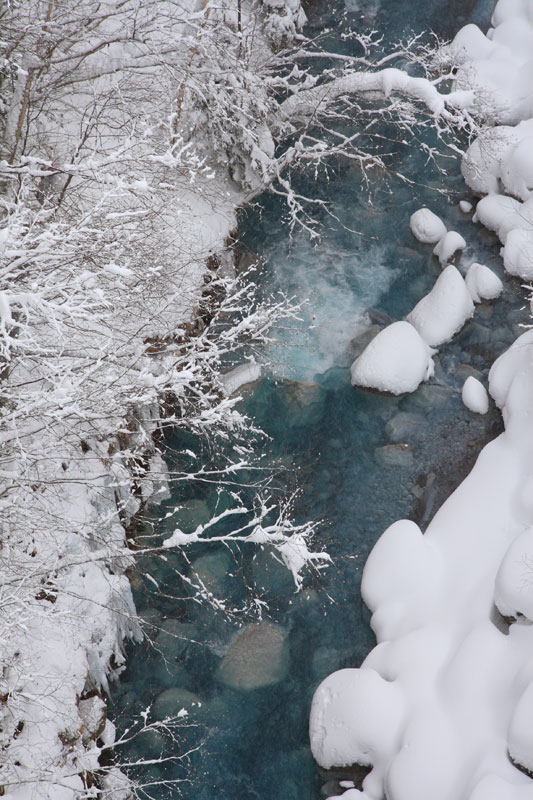
冬の美瑛川

美瑛川（びえいがわ）は、北海道上川郡美瑛町から旭川市にかけて流れる石狩川の支流である。全長67.6kmで、このうち管理区間の延長は44.4km。

## 流路
十勝岳連峰のツリガネ山を水源とし、十勝岳連峰を東西に、白金温泉、美瑛町を流下し旭川市街で忠別川に合流する。忠別川は美瑛川との合流点から1kmほど下流で石狩川と合流する。上流の十勝岳は活火山であるため、砂防施設の整備も進めている。
旭川市の四大河川（他の3つは石狩川、忠別川、牛朱別川）の中では、石狩川に次いで2番目に長いが、一方で石狩川と直接合流しない唯一の河川でもある。

## 川名の由来
アイヌ語の「ピイェ（piye）」（油〔＝油っこい、油ぎっている〕）が原義であり、水源が火山地帯のため水に硫黄が溶け込んで濁り、脂ぎったように見えた様からついた名である。

## 橋梁
- 両神橋 - 北海道道98号旭川多度志線
- 平成大橋
- 雨紛大橋 - 北海道道90号旭川環状線
- 新開橋 - 北海道道579号新開西神楽停車場線
- 寿橋
- 旭稜橋 - 国道452号
- 美瑛橋 - 国道237号
- 緑橋
- 丸山橋

## 支流
- 美瑛美馬牛川
- 瑠辺蘂川
- オイチャヌンペ川 - 上流に神居ダムがある。
- 辺別川 - 千代ヶ岡川
- 宇莫別川
- 雨紛川
- 十五号川
- 西八号川
- 五号川
- 南校川
- カジ行の沢川 - 北海道道70号芦別美瑛線のフラヌイ大橋が架かる。

## その他
「美瑛川さと川づくり　－未来を担う子供達に誇れる「ふるさと」を作ろう－」は2013年の手づくり郷土賞を受賞した。